# Wildling (Film)
Wildling ist ein Fantasy-Horrorfilm von Fritz Böhm, der am 10. März 2018 beim South by Southwest Film Festival seine Premiere feierte. Der Film erzählt von Anna, die ihre gesamte Kindheit in der Obhut eines mysteriösen Mannes verbracht hat, der ihr mit schrecklichen Geschichten Angst vor dem „Draußen“ machte, bis sie im Alter von 16 Jahren von Sheriff Ellen Cooper befreit wird.

## Handlung
Die junge Anna hat ihre gesamte Kindheit in einem einzigen Zimmer in der Obhut eines mysteriösen Mannes verbracht, den sie nur als „Daddy“ kennt. Er macht ihr mit schrecklichen Geschichten Angst vor dem „Draußen“. Indem er ihr vom „Wildling“ erzählt, einer Kreatur mit scharfen Zähnen und Klauen, die kleine Kinder frisst, will er erreichen, dass sie sich vor der Außenwelt fürchtet. Anna weiß jedoch nicht, dass sie selbst das Monster ist.
Als Anna 16 Jahre ist, wird sie von Sheriff Ellen Cooper befreit, bei der sie eine vorübergehende Bleibe findet. Ellen lebt in dem Haus gemeinsam mit ihrem Bruder Ray, der ebenfalls ein Teenager ist. Zum ersten Mal in ihrem Leben erlebt Anna etwas anderes als ihren Raum auf dem Dachboden. Bislang kannte sie die Welt nur durch den Blick durch ihr vergittertes Fenster und aus der Perspektive von Daddy, doch bald lernt sie, dass es so etwas wie den Wildling nicht gibt. Als die junge Frau aufzublühen beginnt, kommt es zu einer Reihe beunruhigender Ereignisse.

## Produktion

### Stab und Besetzung

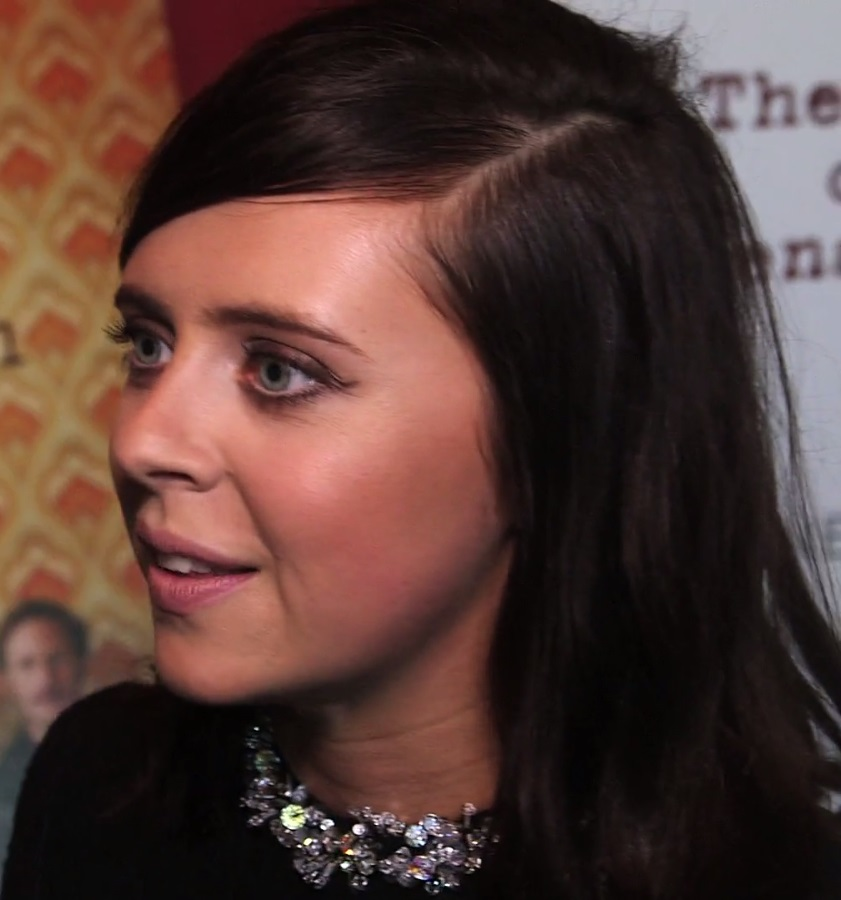
Bel Powley, hier kurz vor Drehbeginn bei der Premiere von The Diary of a Teenage Girl, spielt im Film Anna

Der Film wurde von Maven Entertainment produziert und von der Arri Media GmbH und den schwedischen Film i Väst und Filmgate Films koproduziert. Der in Berlin geborene Fritz Böhm führte Regie. Es handelt sich um das Spielfilmregiedebüt des eigentlichen Production Managers und Filmproduzenten. Das Drehbuch schrieb er gemeinsam mit Florian Eder. Märchen, so insbesondere solche, die Böhm als Kind hörte, hatten großen Einfluss auf seine Arbeit und hätten so die „missverstandene Kreatur“ hervorgebracht, die dem Film seinen Namen gab, so der Regisseur. Im Deutschen bezeichnet Wildling verwilderte Kulturformen von Pflanzen und Tieren, im englischen Sprachraum sind Wildlings hingegen besonders als eine fiktive Bevölkerungsgruppe in der Fantasysaga Das Lied von Eis und Feuer und deren Fernsehadaption Game of Thrones bekannt.
Im Rahmen der Premiere des Films beim South by Southwest Film Festival sagte Böhm in einem Gespräch mit Jonathan Barkan von Dread Central, meist seien die Kreaturen in Monsterfilmen männlich, und mit Anna habe man diese Rolle weiblich besetzen wollen. Der Zuschauer solle dabei in dem auf Frauen konzentrierten Film Annas Perspektive einnehmen, die kaum Erfahrungen mit der Außenwelt hat, und sich in dieser fast wie ein Tier mithilfe ihrer Instinkte bewegt, wie wir Menschen uns alle von Instinkten getrieben durch die Welt bewegen. Der Zuschauer solle diese Welt durch ihre Ohren und Augen wahrnehmen. Seine Figur des Wildlings sei zwar von Werwölfen inspiriert, entspringe jedoch einer eigenen Mythologie. Bei ihrer Geburt sehen sie wie normale Menschen aus, so Böhm, erst in ihrer Pubertät manifestierten sich ihre sekundären Merkmale, wodurch sie sich anders entwickeln, als junge Frauen für gewöhnlich.
Bel Powley übernahm die Hauptrolle von Anna. Brad Dourif spielt den Mann, den sie nur als „Daddy“ kennt. Liv Tyler spielt Sheriff Ellen Cooper, Collin Kelly-Sordelet ihren Bruder Ray, der sich wie Anna ebenfalls im Teenager-Alter befindet.

### Dreharbeiten und Filmmusik
Die Dreharbeiten fanden im US-Bundesstaat New York statt, so in der Kleinstadt Congers, und dauerten 23 Tage. Als Kameramann fungierte Toby Oliver, der zuvor in dieser Funktion für die Horrorfilme Get Out und Happy Deathday tätig war. Für die Ausstattung arbeitete Böhm mit der Szenenbildnerin Lauren Fitzsimmons zusammen.
Die Filmmusik komponierte der Österreicher Paul Haslinger. Der Soundtrack zum Film, der 20 Musikstücke umfasst, wurde am 13. April 2018 von Filmtrax als Download veröffentlicht. Für To The Northern Lights, das letzte Stück des Soundtracks, arbeitete Haslinger mit der Komponistin Martina Eisenreich zusammen.

### Marketing und Veröffentlichung
Vor der Premiere des Films am 10. März 2018 beim South by Southwest Film Festival sicherten sich IFC Midnight die Rechte am Film. Zur gleichen Zeit war ein erster Trailer zum Film veröffentlicht worden. Der Film kam am 13. April 2018 in ausgewählte US-amerikanische Kinos und am 20. April 2018 in die Kinos im Vereinigten Königreich. Im September 2018 wurde der Film im Rahmen des Fantasy Filmfests gezeigt.

## Rezeption
Der Film erhielt bislang von 70 Prozent der Kritiker bei Rotten Tomatoes eine eher positive Bewertung.
Justin Lowe von The Hollywood Reporter meint, die Brüder Grimm, Roald Dahl und andere dunkle Märchen- und Fantasyquellen werfen einen langen und wohlwollenden Schatten auf Wildling. Fritz Böhm und Florian Eder erkannten im Film die wilden Ursprünge der Zivilisation an und etablierten den Kanon der Horror-Archetypen, auch wenn der Film für Lowe eher ein verdrehter Thriller denn ein Horrorfilm ist.
Meredith Borders von slashfilm.com sagt, Wildling entwickele sich zunehmend zu einem Film über das Erwachsenwerden, wenn man Anna, einer großäugigen jungen Frau, zusieht, wie sie sich durch das prekäre Gebiet der sexuellen Jugend bewegt, wobei ein düsteres, übernatürliches Element die Sache noch komplizierter mache. Bel Powley wirke mit ihrer kindlichen, andersweltlich wirkenden Schönheit und ihren zarten Bewegungen verletzlich wie ein neugeborenes Kitz, so Borders. Gemeinsam mit Liv Tyler bilde sie ein schönes Paar, wobei diese in der Rolle von Sheriff Cooper durch ihre angeborene Wärme eine schützende Aura um das Mädchen lege, das so viel durchgemacht hat und die Liebe einer Mutterfigur nach ihrer erbärmlichen Behandlung von Daddy braucht und verdient. So schön diese Geschichte über die Bedeutung des Zusammenhaltes der beiden Frauen und Annas Weg vom Kind zu Frau auch sei, handelte es sich bei Wildling aber dennoch um einen Monsterfilm, der sich an einige sehr seltsame und gruselige Orte begibt und der niemals vor Blut, Gewalt oder Sex zurückschreckt, so  Borders. Zudem sei Wildling auch ein Film, der die Angst, die Väter von der Sexualität ihrer Töchter haben, in sein Zentrum rückt, und was diese tun, um ihre kleinen Mädchen für immer klein zu halten.
Trace Thurman von bloody-disgusting.com nennt den Film bemerkenswert gelungen. Wildling sei im Wesentlichen ein modernes Märchen, und dank der Arbeit von Kameramann Toby Oliver, der sich der blauen und grauen Farbpaletten bediente, sehe der Film wirklich wie ein Live-Action-Märchen aus, wenn auch ein sehr blutiges. Es sei zudem schön zu sehen, dass Tyler nach ihrer Rolle in The Strangers 10 Jahre zuvor wieder in das Horror-Genre zurückgekehrt ist, so Thurman, und die Szenen im Film, in denen sie Ellen als eine mutterähnliche Figur für Anna spiele, seien herzerwärmend.
Jonathan Barkan von Dread Central sagt, Wildling nehme den traditionellen Werwolf-Transformationsmechanismus auf und verwende diesen als Grundlage für eine direktere und besser zuordenbare Geschichte.